# Sân bay quốc tế Adisumarmo
Sân bay quốc tế Adisumarmo (IATA: SOC, ICAO: WARQ), tên giao dịch quốc tế Adisumarmo International Airport là một sân bay ở Solo, Trung Java, Indonesia.
Sân bay này đã từng là sân bay quốc tế duy nhất ở phía nam của Trung Java cho đến khi nâng cấp sân bay quốc tế Adisucipto ở Yogyakarta và Sân bay quốc tế Achmad Yani ở Semarang.

## Các hãng hàng không và các điểm đến

#### Nội địa
- Adam Air (Jakarta)
- AirAsia
  - Indonesia AirAsia (Jakarta)
- Garuda Indonesia (Jakarta)
- Lion Air (Jakarta)
- Mandala Airlines (Jakarta)
- Sriwijaya Air (Jakarta)

#### Quốc tế
- AirAsia (Kuala Lumpur)
- Singapore Airlines
  - SilkAir (Singapore)